# Russell-Cotes Art Gallery & Museum
O Museu Russell-Cotes (formalmente, a Russell-Cotes Art Gallery & Museum) é uma galeria de arte e um museu em Bournemouth, Dorset, Inglaterra. Um prédio classificado pela Grade II * originalmente conhecido como East Cliff Hall, está localizado no East Cliff, ao lado do Royal Bath Hotel.
O Despertar do Amor e actualmente exposta no Museu Russell-Cotes.